# القومية السورية

علم سوريا

القومية السورية هي عقيدة تعبر عن الهلال الخصيب ككيان سياسي أو ثقافي. تختلف القومية السورية عن القومية العربية التي تتبناها الأحزاب البعثية والناصرية، وهي غير مرتبطة بالبعثية في سوريا. القومية السورية لا تمثل بالضرورة مصالح الكيان السوري الحالي أو حكومته البعثية. إنها ترفض الدولة السورية الحديثة (التي استقلت عن الاستعمار الفرنسي في 1946) وتتحدث عن سوريا الكبرى المعروفة باسم بلاد الشام.
القومية السورية هي مدرسة فكرية حديثة ظهرت في أواخر القرن التاسع عشر، خلال عصر النهضة، والانسحاب العثماني من العالم العربي. تعود جذور القومية السورية الأولى إلى الكاتب بطرس البستاني الذي بدأ صحيفة نفير سوريا خلال حرب الجبل في لبنان في العام 1860. البستاني عارض كل أشكال الطائفية، في جملته القائلة «حب الوطن من الإيمان».
القومية السورية ترتكز على وحدة التاريخ والمصير في سوريا الكبرى التي تضم لبنان، فلسطين، الأردن والعراق. وتؤكد على توحيد الطوائف المختلفة في المنطقة إلى جانب العرقيات المختلفة. رغم أنها ليست معادية للعرب إلا أنها معارضة للقومية العربية كعقيدة والعقائد العروبية التي انتشرت عبر العالم العربي كله. تعتبر المنطقة كلها تنتمي للقومية السورية، وكذلك هي حركة علمانية تؤمن بحرية العقيدة الدينية.
في العام 1932 أسس أنطون سعادة ، الحزب السوري القومي الاجتماعي على هذه المبادئ، الذي رأى أن التقسيمات الحالية ليست إلا تقسيمات استعمارية ومصطنعة، فرضت في اتفاقية سايكس بيكو إلى جانب إنشاء دولة الاحتلال الإسرائيلي. في مرحلة السبعينات اتخذ الحزب القومي مواقف أكثر ليونة باتجاه القومية العربية، بل تحدث الحزب عن كون سوريا الكبرى تلعب دورا طليعيا بين الشعوب العربية. لكن تيارات صغيرة انشقت عن الحزب رافضة للمواقف اللينة مع القومية العربية.